# Hypsipyle (Euripide)
Pour les articles homonymes, voir Hypsipyle (homonymie).
 (août 2009).
Si vous disposez d'ouvrages ou d'articles de référence ou si vous connaissez des sites web de qualité traitant du thème abordé ici, merci de compléter l'article en donnant les références utiles à sa vérifiabilité et en les liant à la section « Notes et références ».
Hypsipyle est une tragédie grecque fragmentaire d'Euripide écrite entre 412 et 405 av. J.-C.

## Date
Entre 412 et 405 av. J.-C. (Antiope [-412] étant le terminus post quem, et Les Grenouilles d'Aristophane, le terminus ante quem).

## Lieu
À Némée, devant le palais de Lycurgue.

## Personnages
- Hypsipyle
- Thoas
- Eunée
- Amphiaraos
- Eurydice
- Opheltès - Archémoros (personnage muet)
- Dionysos
- Chœur composé de jeunes Néméennes
- Lycurgue ?

## Résumé
Les femmes de Lemnos, pour se venger de leur époux, qui les délaissaient pour leurs captives, décidèrent de mettre à mort tous les hommes de l'île. Seule à ne pas participer à ce meurtre collectif, Hypsipyle épargne son père, le roi Thoas, en le cachant dans un coffre. Ignorantes de cela, les Lemniennes font d'Hypsipyle leur reine et celle-ci engendre, avec Jason, de passage avec l'expédition des Argonautes, deux enfants : Eunée et Thoas le jeune. Les Lemniennes, découvrant le stratagème, se vengent, et vendent Hypsipyle, en tant qu'esclave, au roi de Némée, Lycurgue.
Au début de la pièce, Hypsipyle, devenue la nourrice d'Opheltès, l'enfant de Lycurgue et d'Eurydice balaie le parvis du palais de Lycurgue tout en expliquant ce qui précède. Deux étrangers arrivent (Eunée et Thoas le jeune envoyés à la recherche de leur mère sur les conseils de Thoas). Hypsipyle, tout en ignorant que ceux-ci sont ses fils, les presse, et,  bien que le maître de maison soit absent, leur propose l'hospitalité.
Les deux visiteurs s'installent et sur la scène  succède un chant du chœur, qui s'étonne de la tristesse d'Hypsipyle. Le devin Amphiaraos intervient, mandé par l'expédition des Sept contre Thèbes, et demande à Hypsipyle de le conduire à une source où il doit faire quelque sacrifice. Celle-ci s'exécute, et amène Opheltès.
C'est alors que ce dernier, à la suite d'un accident indéterminé, décède par noyade. Hypsipyle envisage de s'enfuir, mais, alertée par les cris, la mère, Eurydice, arrive et accuse Hypsipyle de comploter contre ses maîtres. Hypsipyle se défend de tout accusation en mettant en avant l'amour maternel qu'elle portait au petit Opheltès. Amphiaraos prend sa défense et propose à Eurydice d'organiser des jeux funèbre en l'honneur d'Opheltès qui prend le nom posthume d'Archémoros, ce qu'elle accepte.
S'ensuit une lacune de 500 vers qui pose un problème, car on ne sait trop si l'intervention d'Amphiaros a suffi à innocenter Hypsipyle ou s’il faut attendre l'apparition de Dionysos. Quoi qu'il en soit, Amphiaraos fait ses adieux et part pour Thèbes, tandis qu'a lieu la reconnaissance entre Hypsipyle et ses fils.
Enfin, Dionysos intervient en tant que Ἀπὸ μηχανῆς θεός (Apò mêkhanễs theós) pour régler définitivement le sort d'Hypsipyle, qui recouvre sa liberté et part avec Thoas le jeune à Lemnos, tandis qu'Eunée est envoyé à Athènes où il fonde la famille des Eunéides.

## Sources
Papyri d'Oxyrhynque